# Biserica de lemn din Grânari

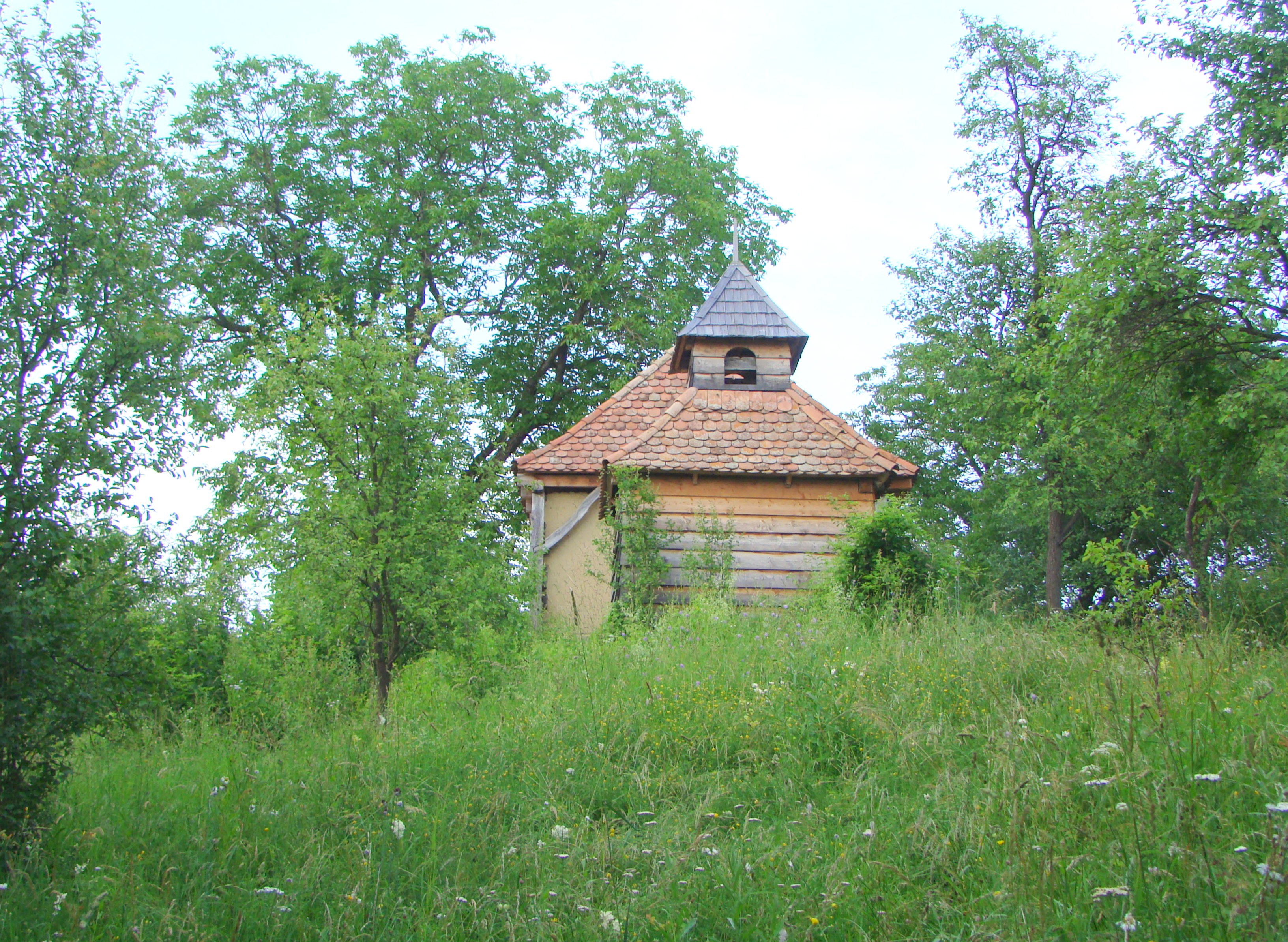
Biserica și clopotnița, din depărtare, după lucrările de salvare a lăcaşului de cult (foto: iunie 2019)

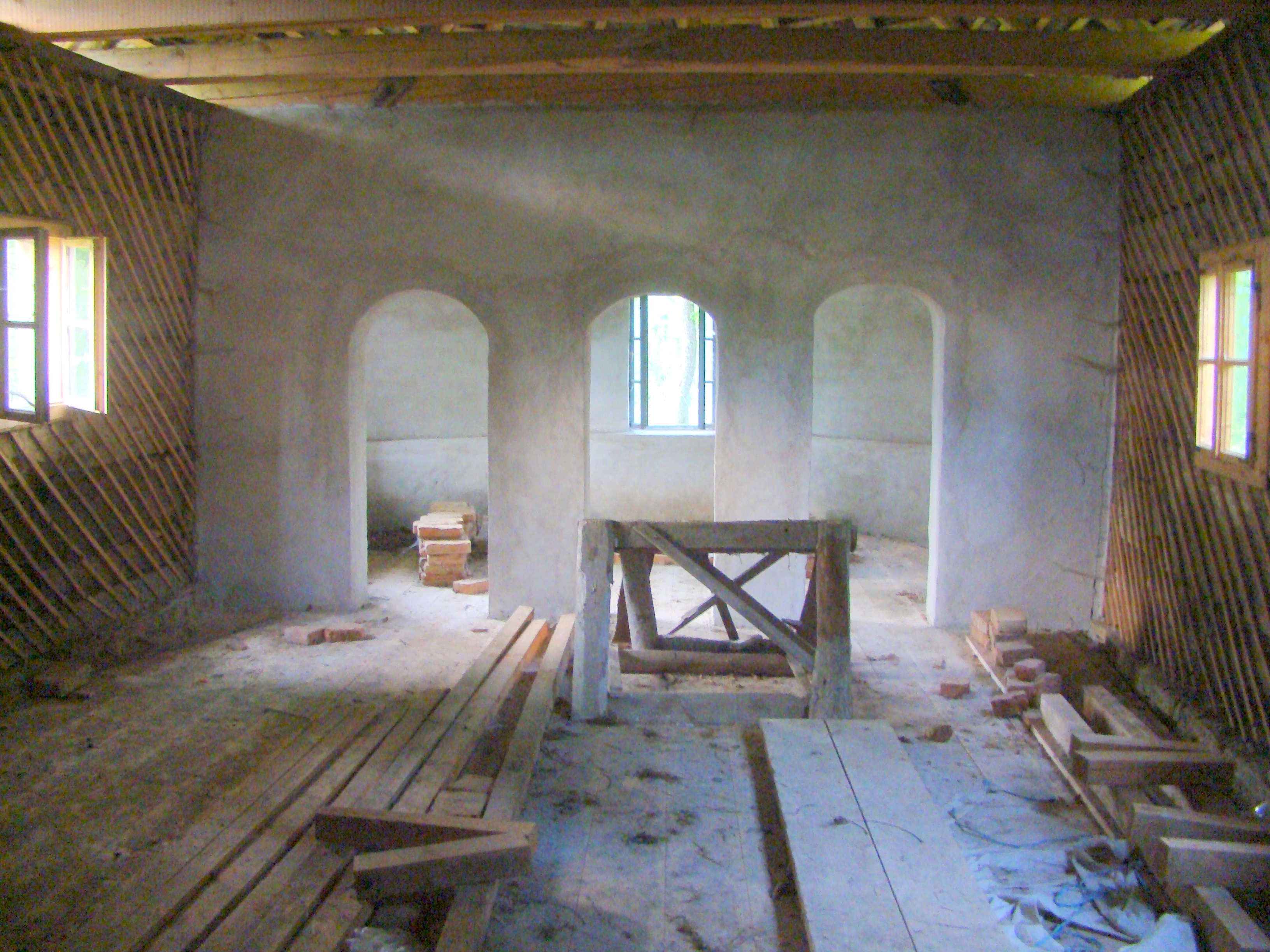
Interiorul bisericii şi intrările în altar

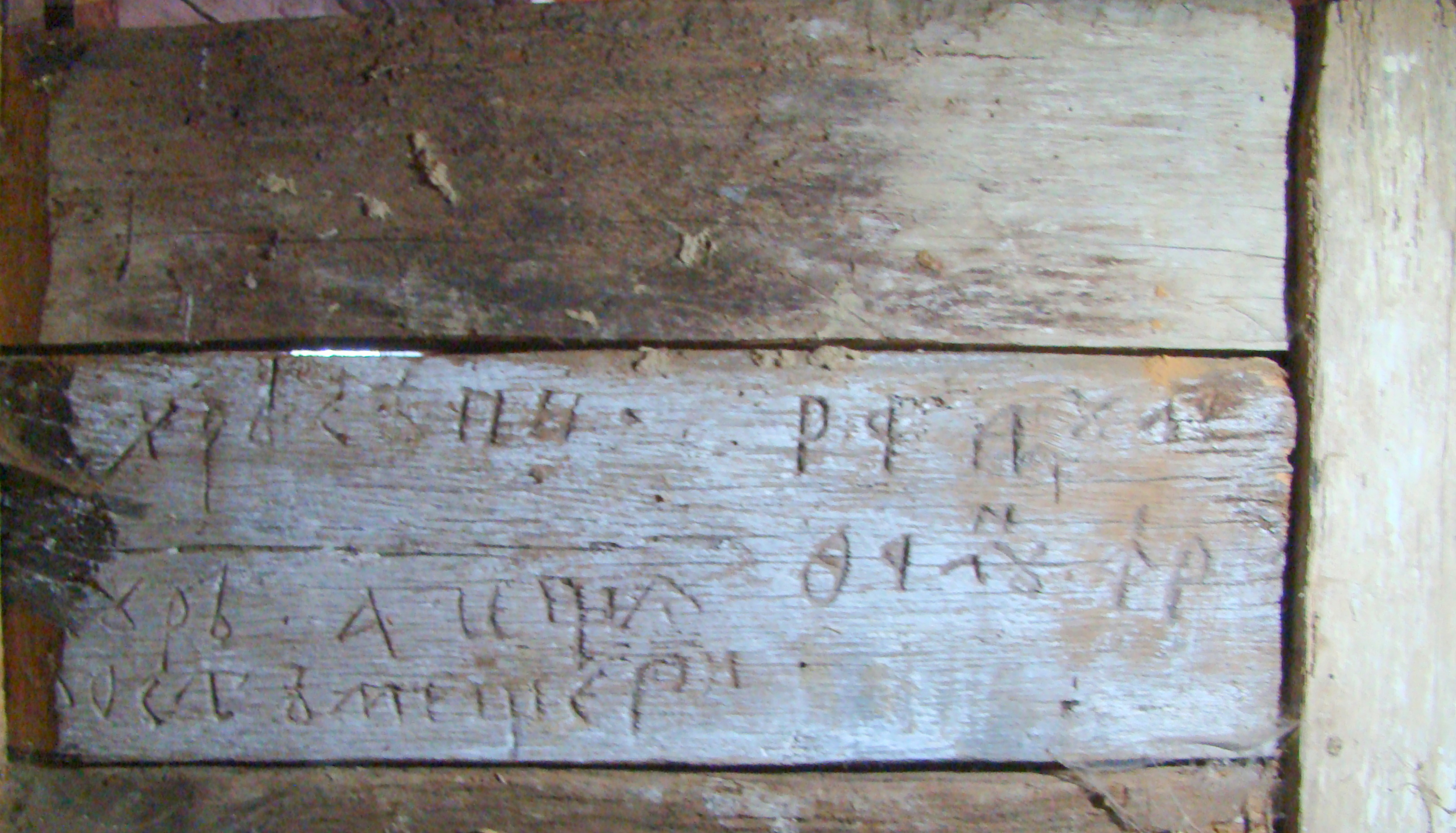
Singura inscripție originară salvată din biserică

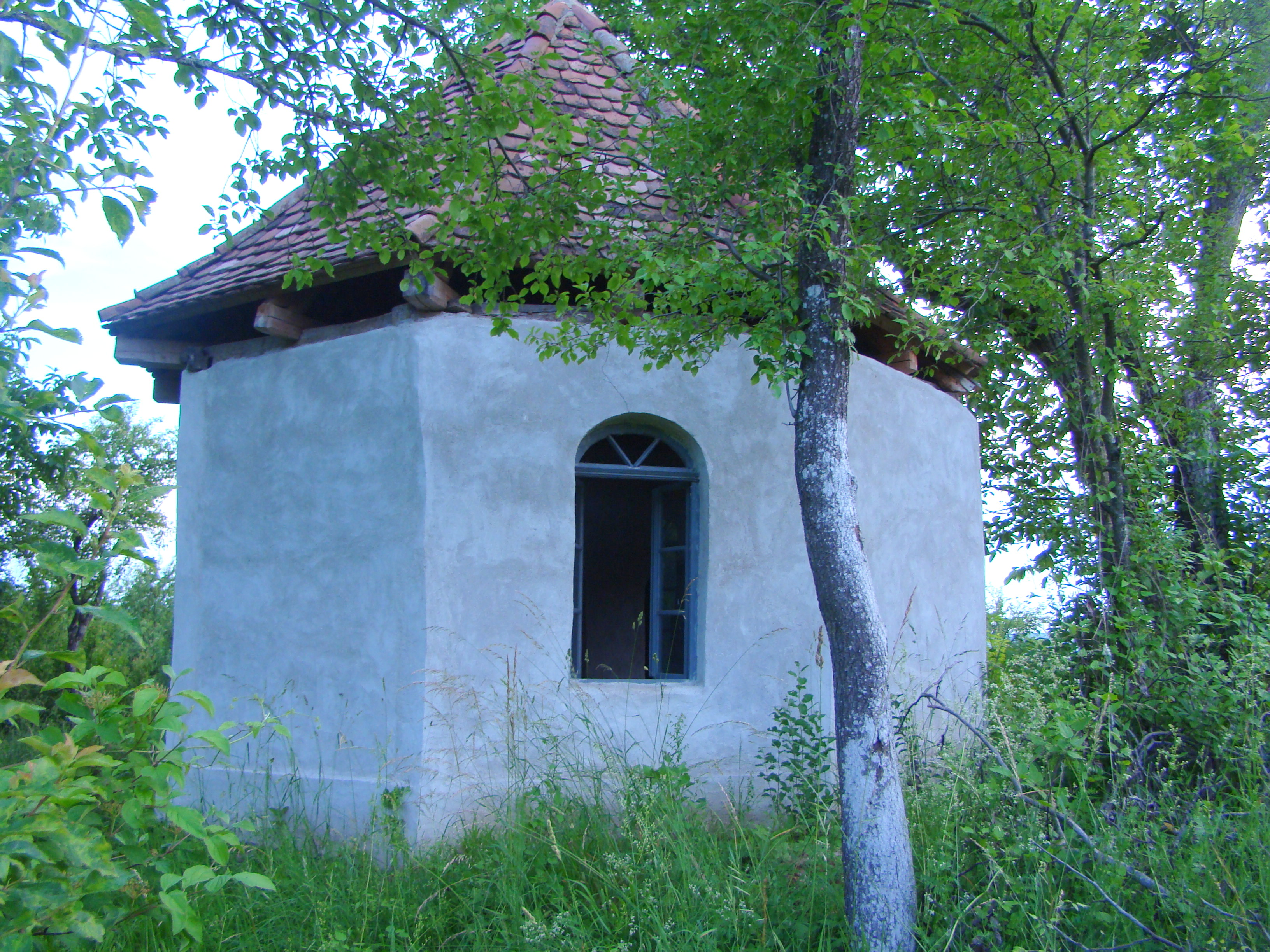
Absida altarului

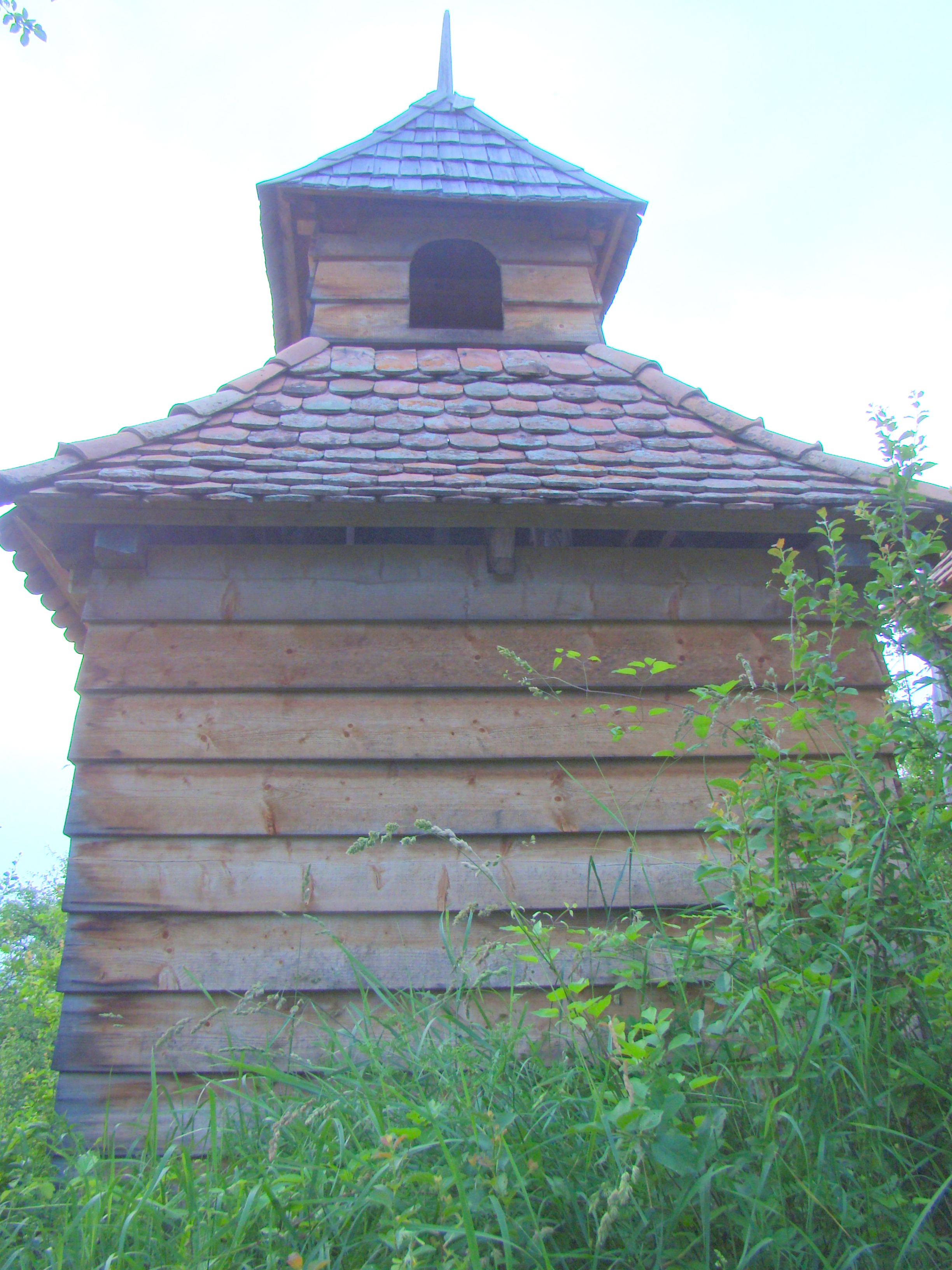
Clopotnița de lemn

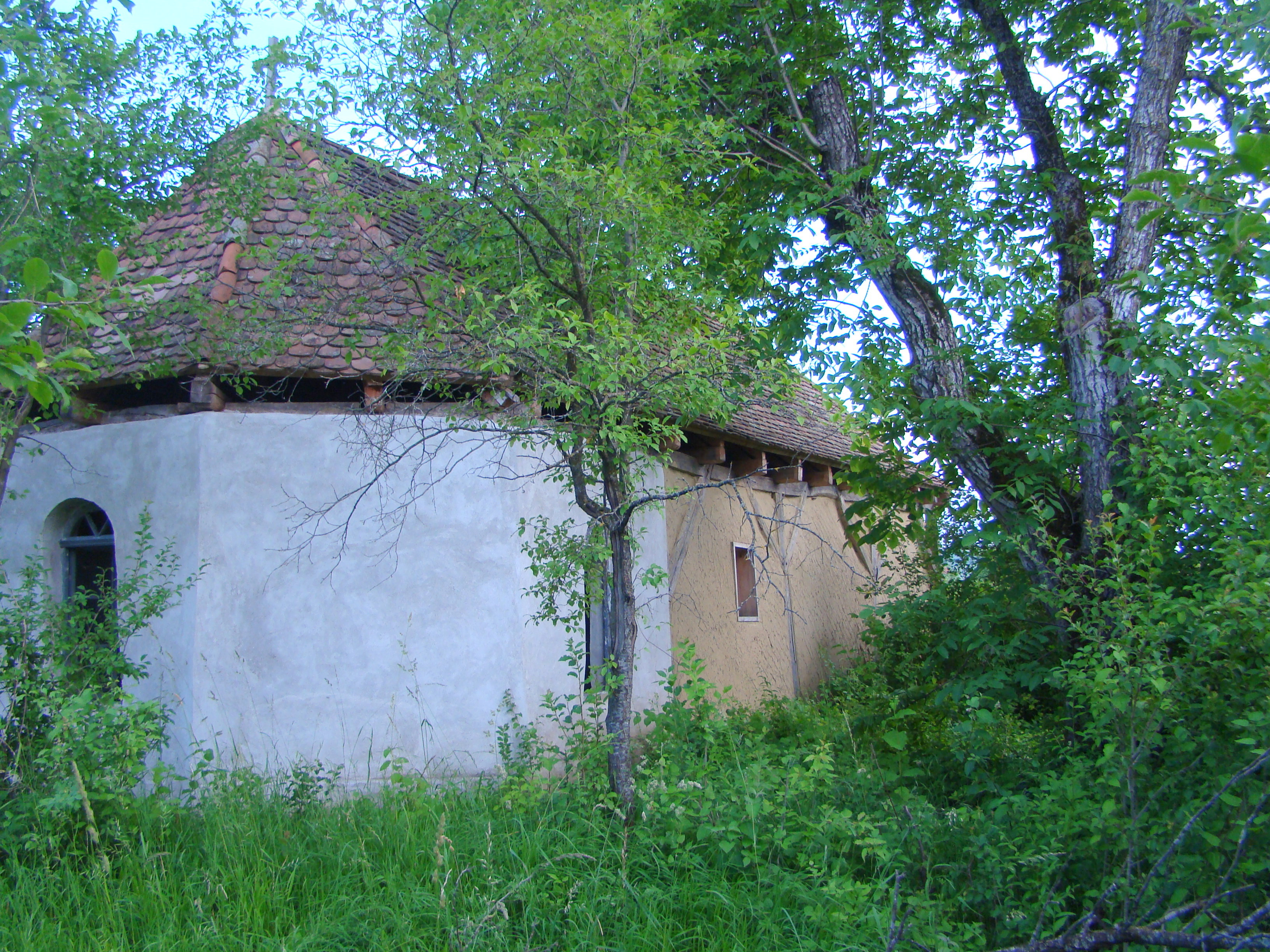
Biserica (nord-est)

Biserica de lemn din Grânari, comuna Jibert, județul Brașov, se află într-o stare avansată de degradare. Intervenții ample și urgente asupra acestui edificiu sunt obligatorii pentru a putea salva această bisericuță. Datează din secolul al XVIII-lea și are hramul „Cuvioasa Paraschiva”.
Biserica se află pe noua listă a monumentelor istorice sub codul LMI:  BV-II-m-A-11706. Pentru câtă vreme se va mai afla pe această listă rămâne de văzut.
În martie 2013, prin efortul și dăruirea Asociației Monumentum și al Facultății de Restaurare de la Sibiu  (secție a Universității de Arhitectură și Urbanism "Ion Mincu" din București) s-a început restaurarea bisericii.

## Localitatea
Prima atestare documentară a satului datează din 1289, localitatea, „terra Muhy”, constituind obiectul unor tranzacții nobiliare. Statutul juridic al așezării s-a menținut până în 1848. Denumirea localității - Nagymoha (maghiară), Mucundorf (română), Muckendorf (germană) - s-a păstrat până în perioada interbelică, când a fost adoptată
forma Grânari, eveniment reținut de memoria colectivă locală ca având legătură cu o recoltă impresionantă de grâu. Comunitatea românească și-a ridicat un edificiu de cult în prima jumătate a secolului al XVII-lea, din lemn, cu hramul Cuvioasei Paraschiva. Atestarea sigură a acestui lăcaș de cult este legată de anul 1693, când a fost realizat
clopotul, cu inscripția „Fudit Johannes Maurer Anno 1693” 
Cel mai important eveniment de la începutul secolului al XVIII-lea este reprezentat de constituirea parohiei greco-catolice (1712). În 1733, recensământul efectuat din inițiativa episcopului greco-catolic Ioan Inochentie Micu-Klein a înregistrat în Grânari 107 familii și patru preoți, dintre care trei uniți (Danila, Domitru și Georgie) și unul neunit/ortodox (Laczkó). 
În 1750, localitatea, încadrată administrativ în comitatul Alba, avea 520 de români, o biserică, un preot și un crâsnic. 
Recensământul realizat de autoritățile habsburgice în 1762 a consemnat pentru populația românească din Moha/Mucundorf 18 familii greco-catolice, cu 2 preoți, și 138 de familii neunite/ortodoxe, cu un singur preot. În sat exista o singură biserică și o casă parohială, aflate în uzul comunității unite/greco-catolice. Așadar, trecerea unei părți a comunității
românești la Biserica unită cu Roma a fost urmată de deposedarea majorității ortodoxe de locașul de cult. În urma revoltei comunităților ortodoxe sud-transilvănene din anii 1756-1761, sub coordonarea călugărului Sofronie din Cioara/Săliștea, ortodocșii din Mucundorf au primit dreptul de a-și ridica o altă biserică, fapt precizat de recenzorii din 1762: „Non Unitis alid Templum licet erigere.”
Principalii piloni identitari ai comunității românești locale au fost biserica și școala. Biserica ortodoxă, de lemn, construită la o dată greu de precizat (în orice caz după 1762) era amplasată în partea nordică a satului, în cimitirul mare. Școala confesională ortodoxă a fost amenajată în mijlocul satului. Funcționarea celor două instituții a întâmpinat
greutăți la sfârșitul secolului al XIX-lea, în timpul vacanței funcției de preot paroh. Școala ortodoxă era frecventată în jurul anului 1900 și de către elevii români greco-catolici. Greutățile materiale au împiedicat susținerea școlii ortodoxe, conform legislației maghiare privitoare la salarizarea învățătorilor, astfel încât din 1903 școala confesională a funcționat cu intermitențe, elevii români având alternativa școlii de stat cu predare în limba maghiară, instituție creată la sfârșitul secolului anterior. Din 1912, în localitate a rămas funcțională doar școala de stat. În 1918, această școală a fost preluată de statul român, funcționând cu două secții: maghiară și română. Vechea clădire a școlii confesionale ortodoxe a fost transformată în anii 1925-1927, sub păstorirea preotului Ioan Drăghici, în biserică ortodoxă, păstrând această destinație până în prezent.

## Biserica
Construcția bisericii este atestată în 1695, dar aceasta a suferit numeroase modificări ulterioare. S-au păstrat totuși câteva elemente originare într-o dispunere nouă.
În forma actuală, biserica greco-catolică (în prezent ortodoxă) din Grânari datează din 1716. În 1867 era descrisă ca fiind din lemn și având altarul („oltariulu”) de piatră. Pristolul bisericii era de lemn.
În 2013, la momentul începerii renovării, tot ce mai rămăsese din vechiul lăcaș de cult erau câteva obiecte de mobilier: un cuier și iconostasul.
Biserica a fost salvată in extremis de la dispariție, dar este greu accesibilă. Lipsește atât interesul administrației publice locale, drumul de acces fiind aproape impracticabil, cât și simțul civic al locuitorilor, zona din jurul bisericii și cimitirul vechi fiind îngropate în bălării.

## Imagini

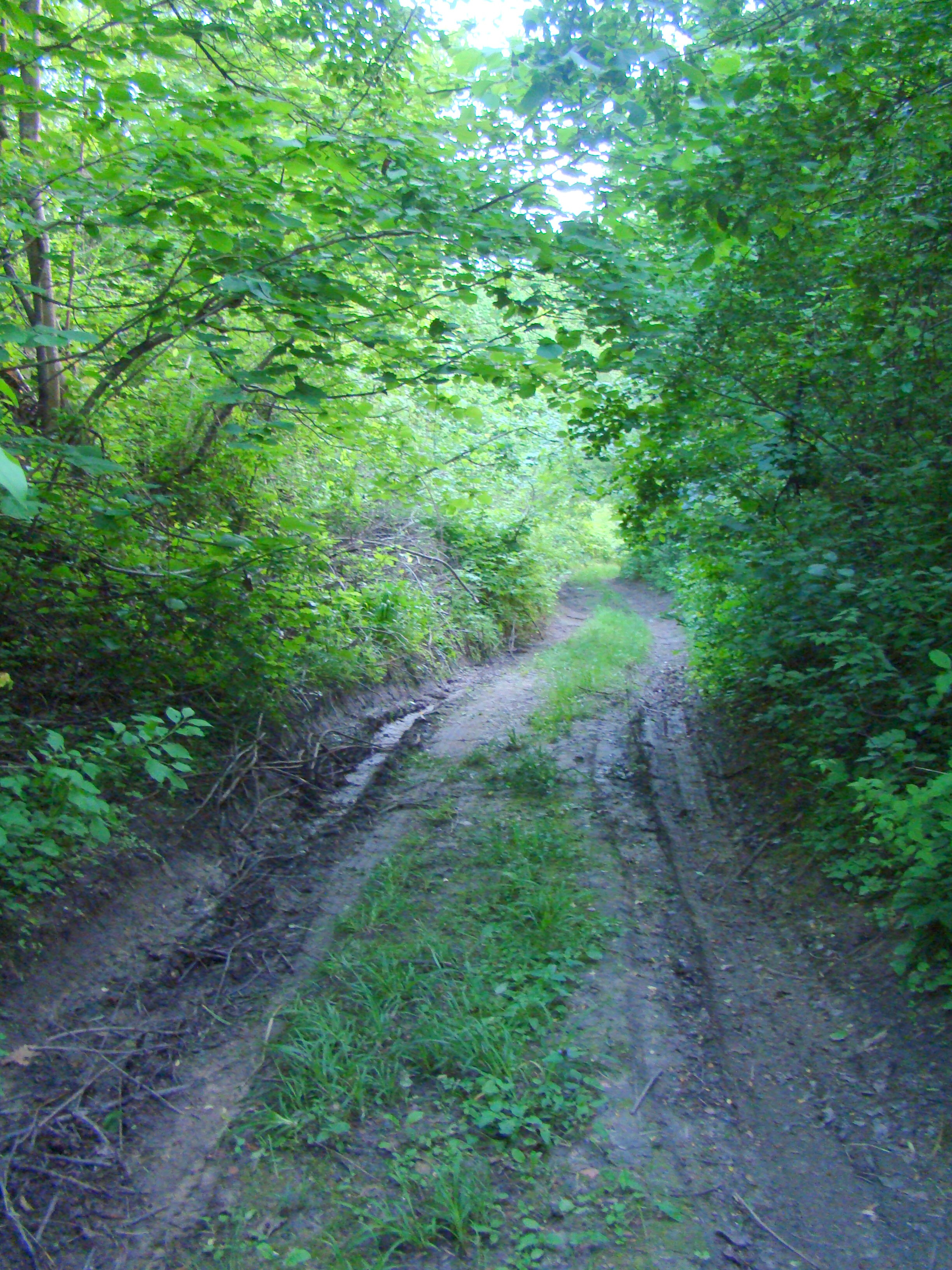
Drumul spre biserică
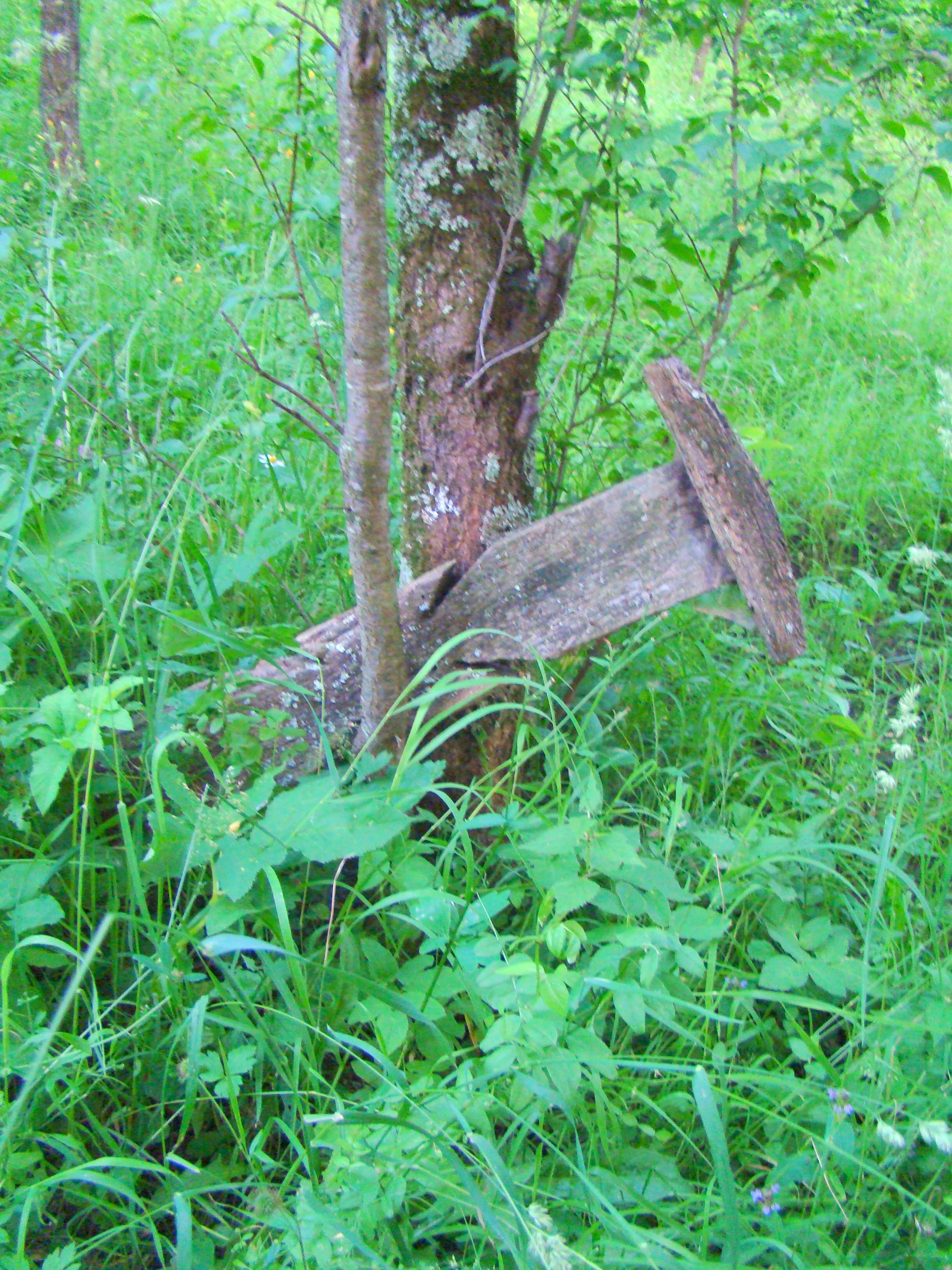
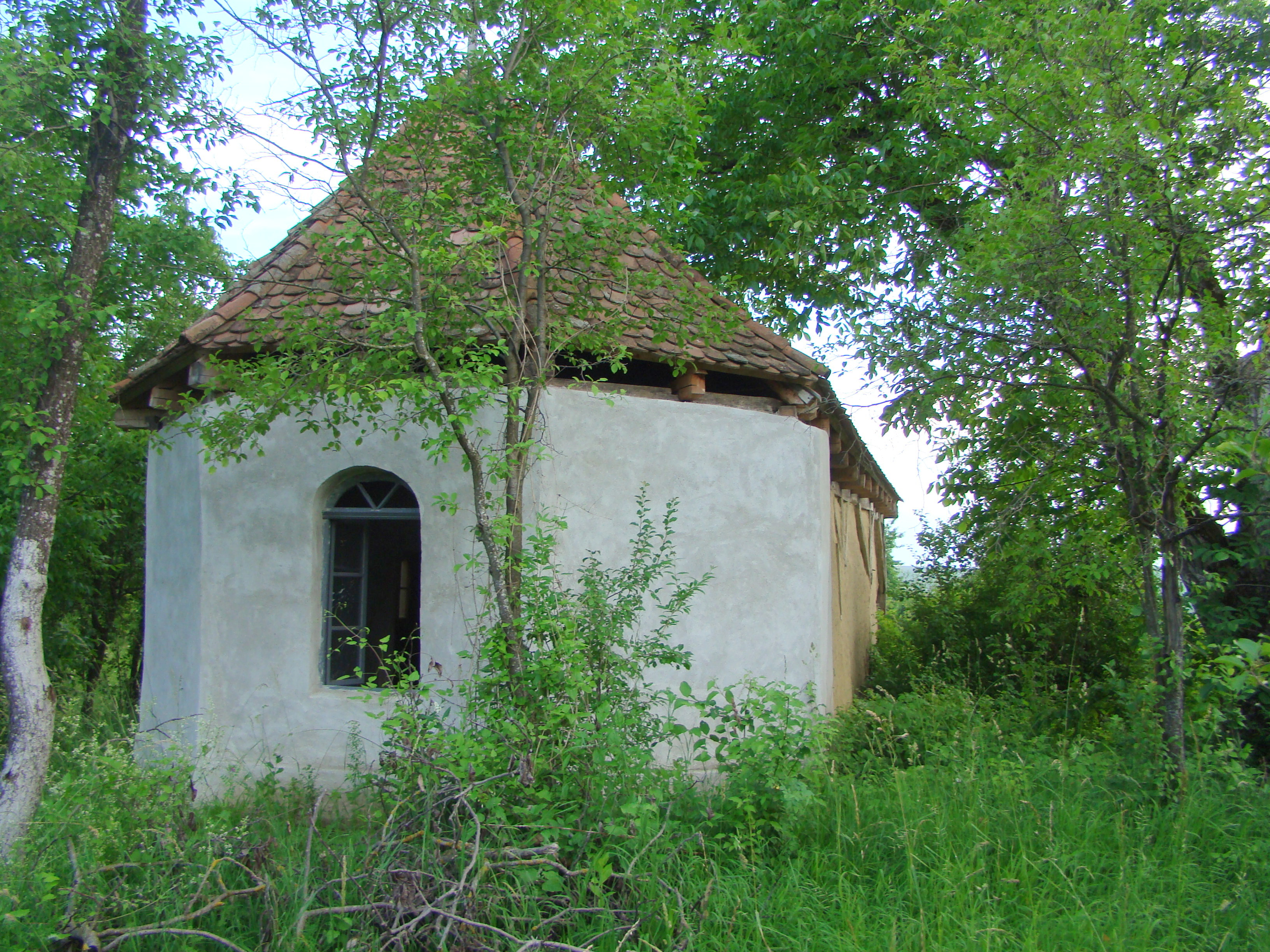
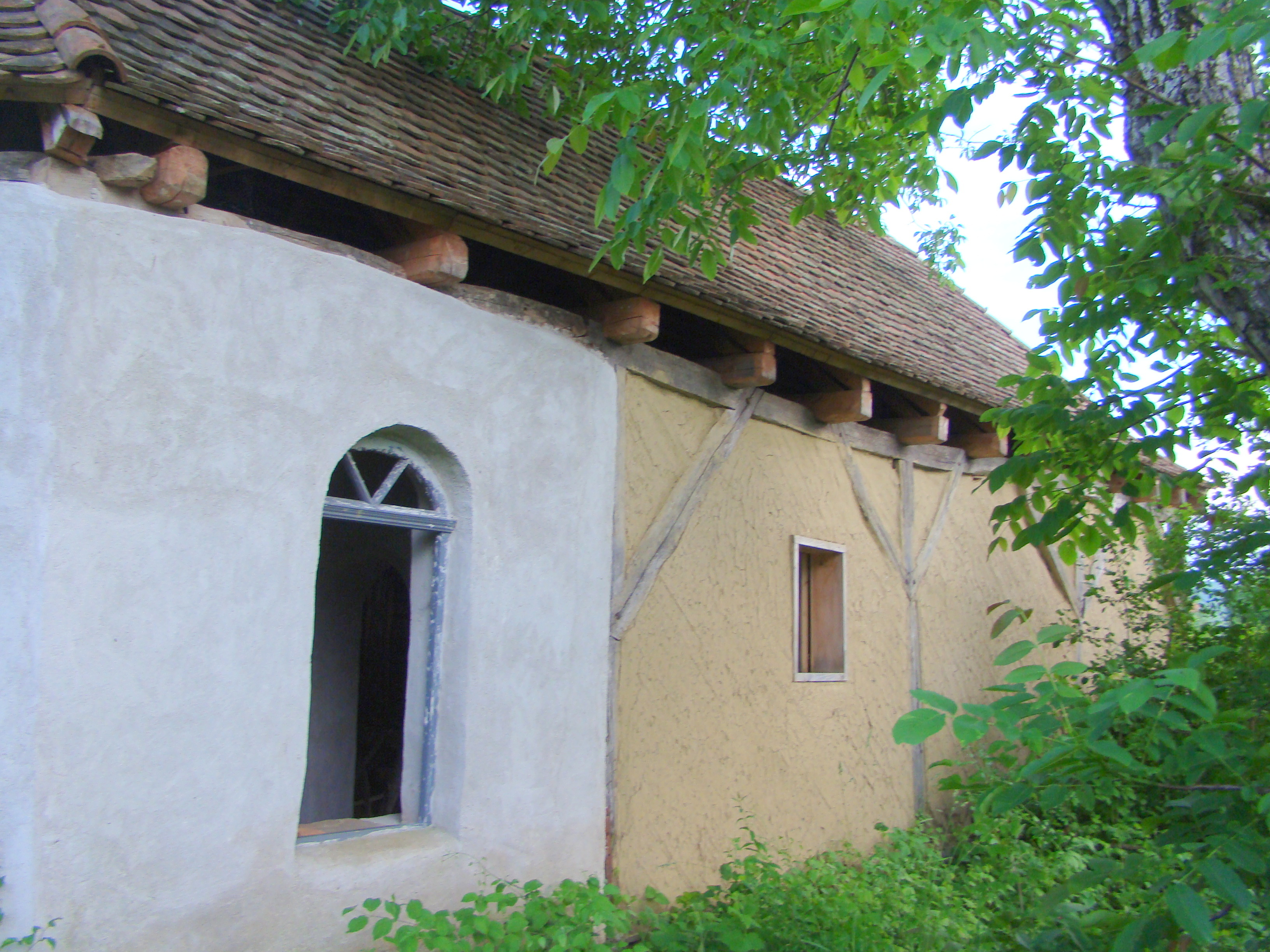
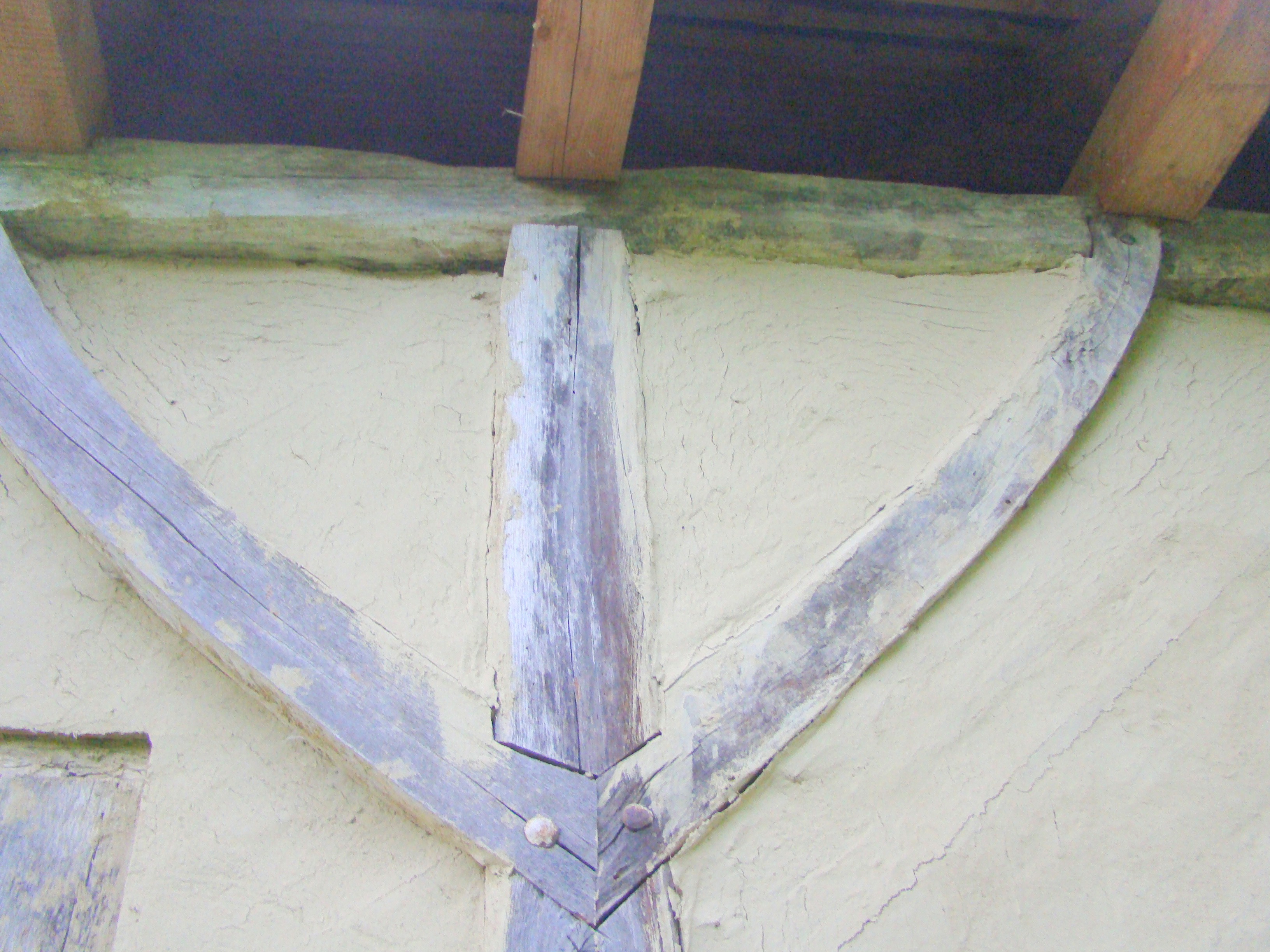
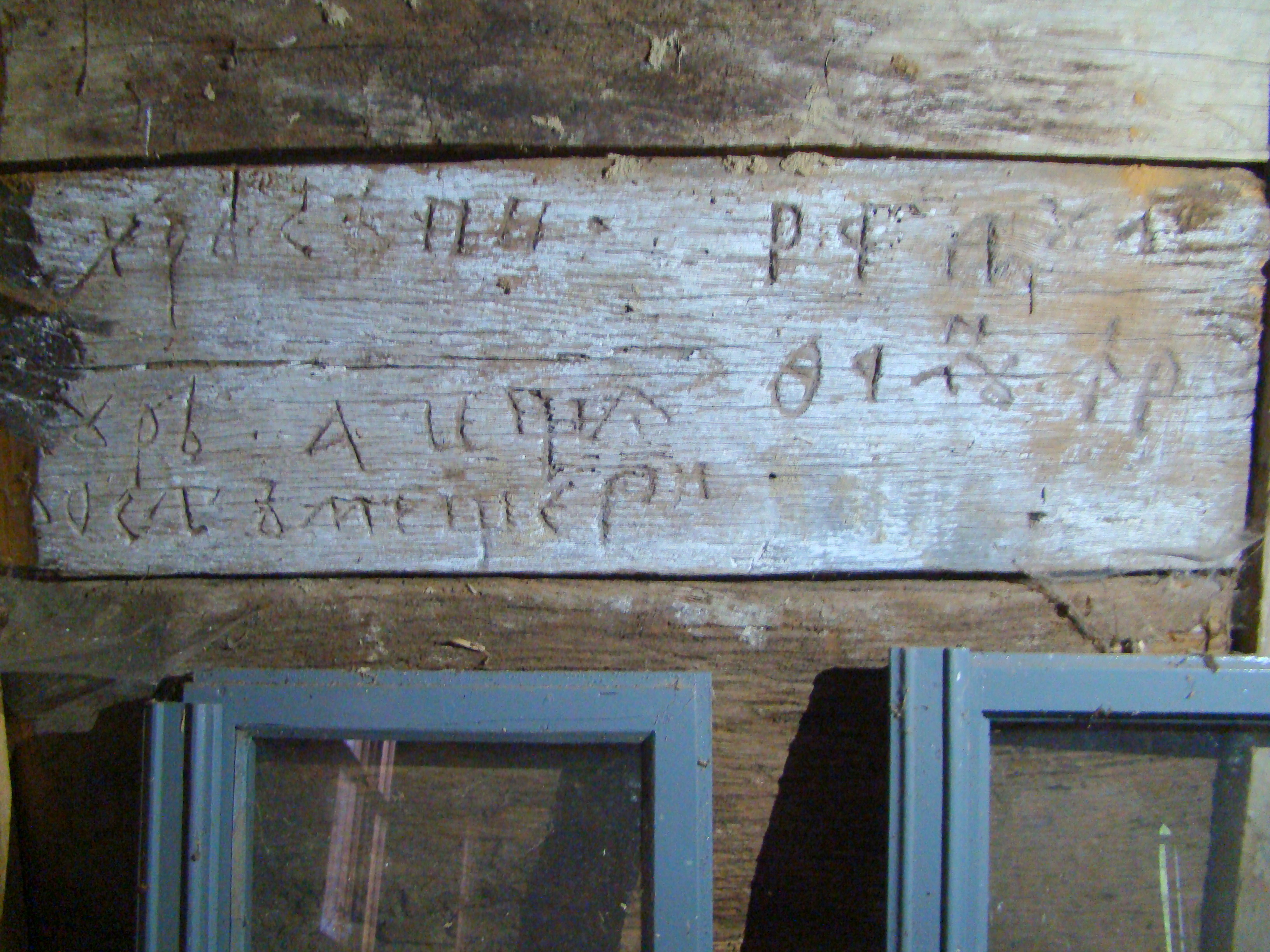
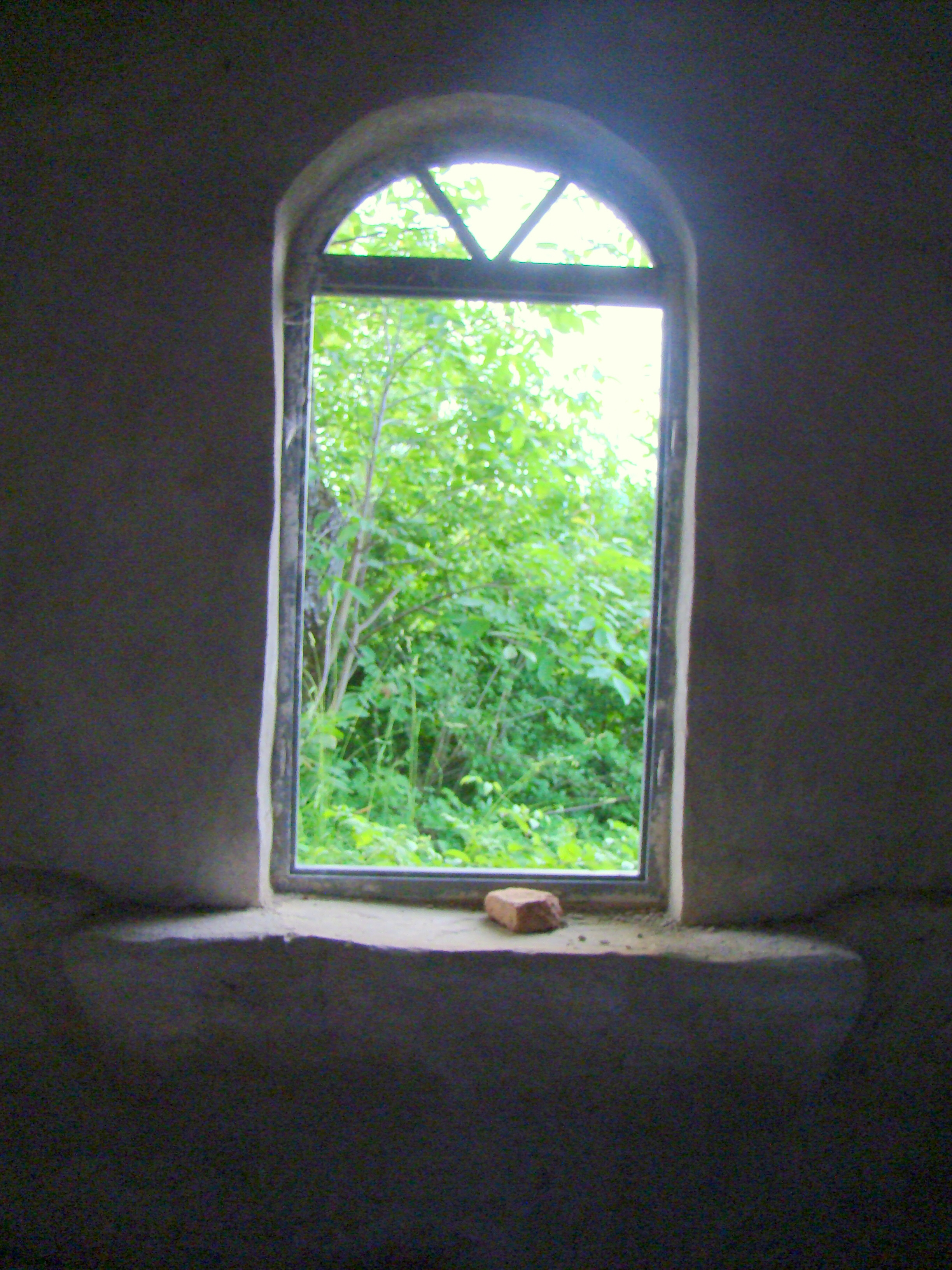
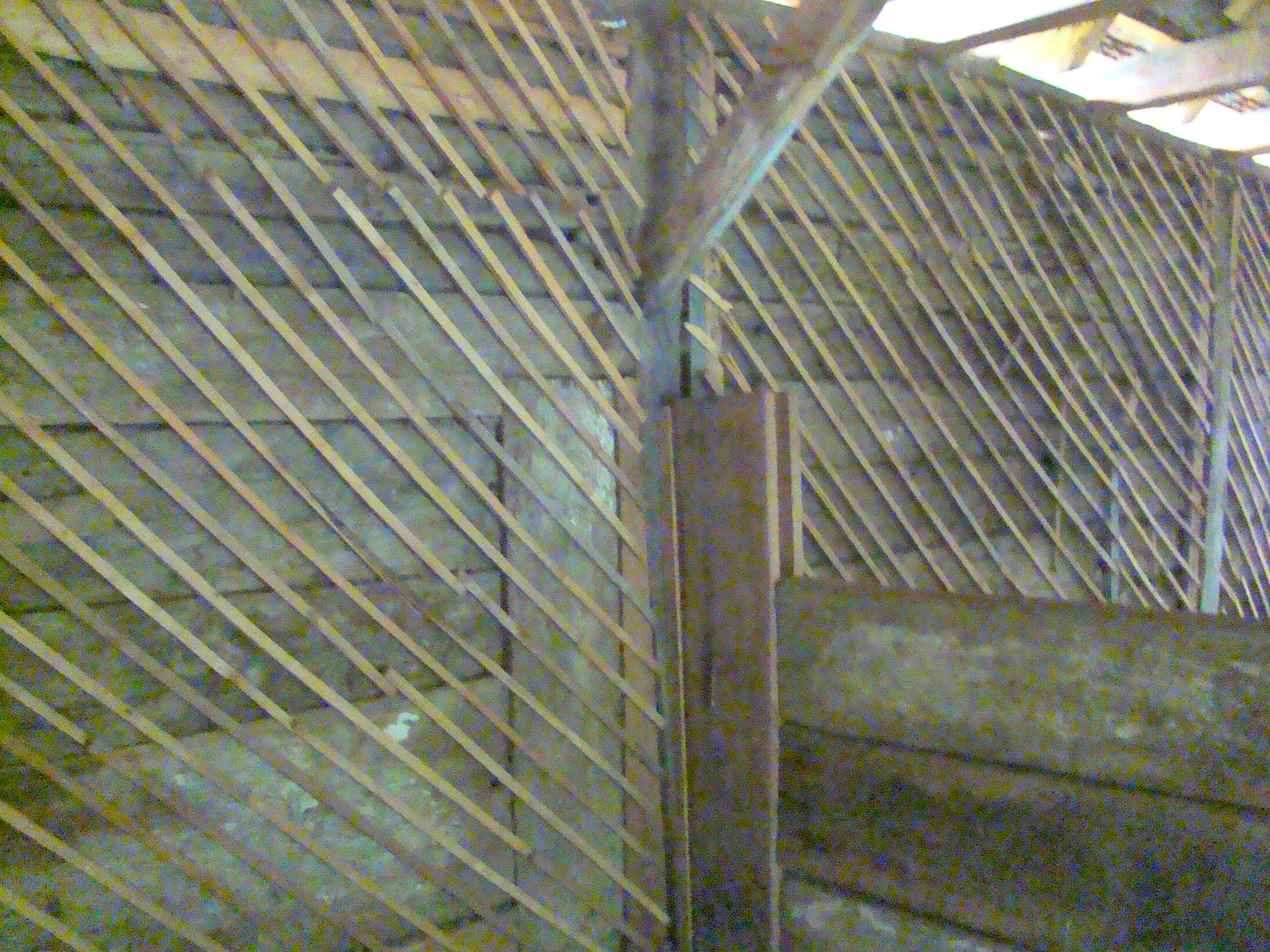
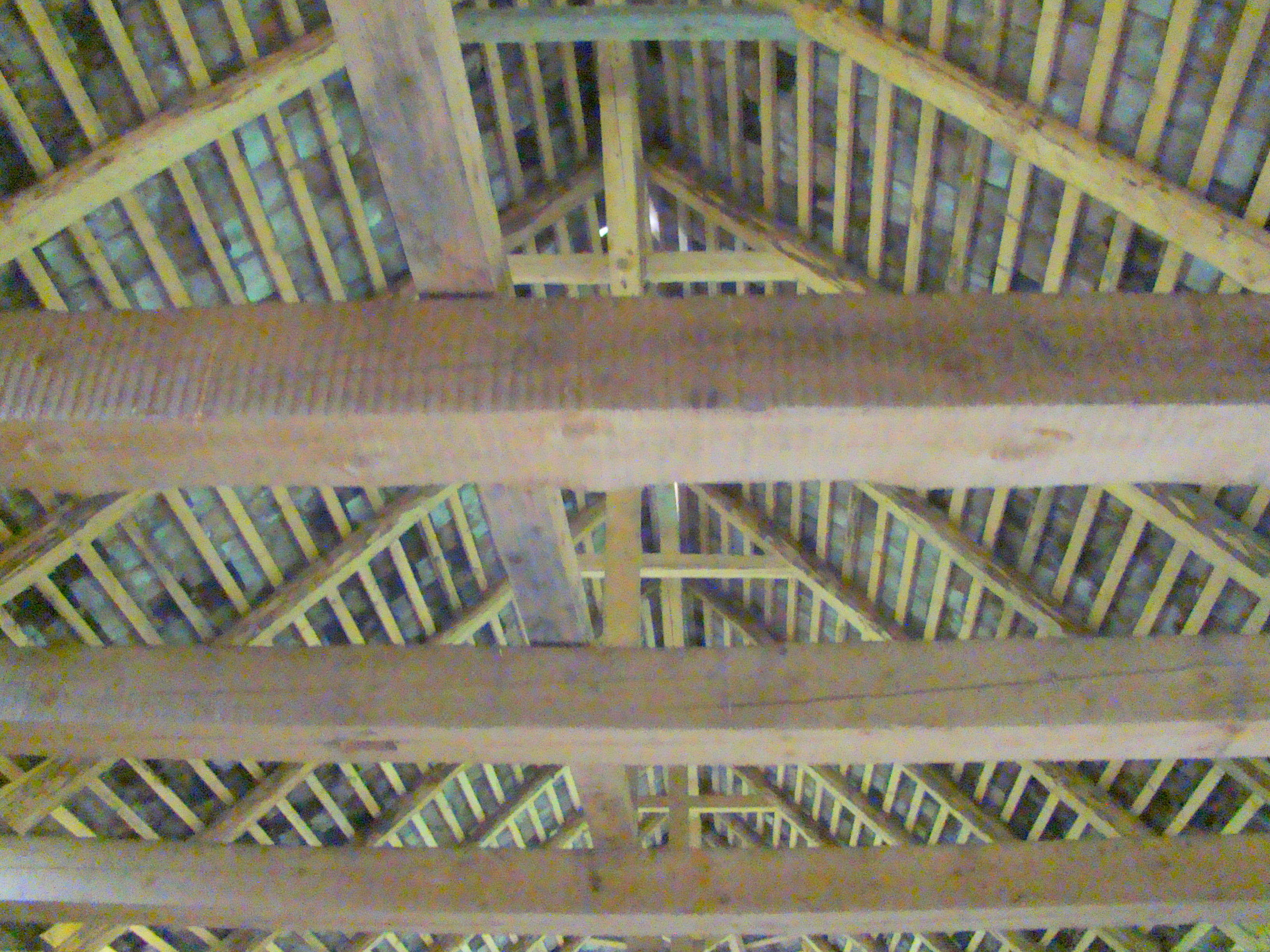
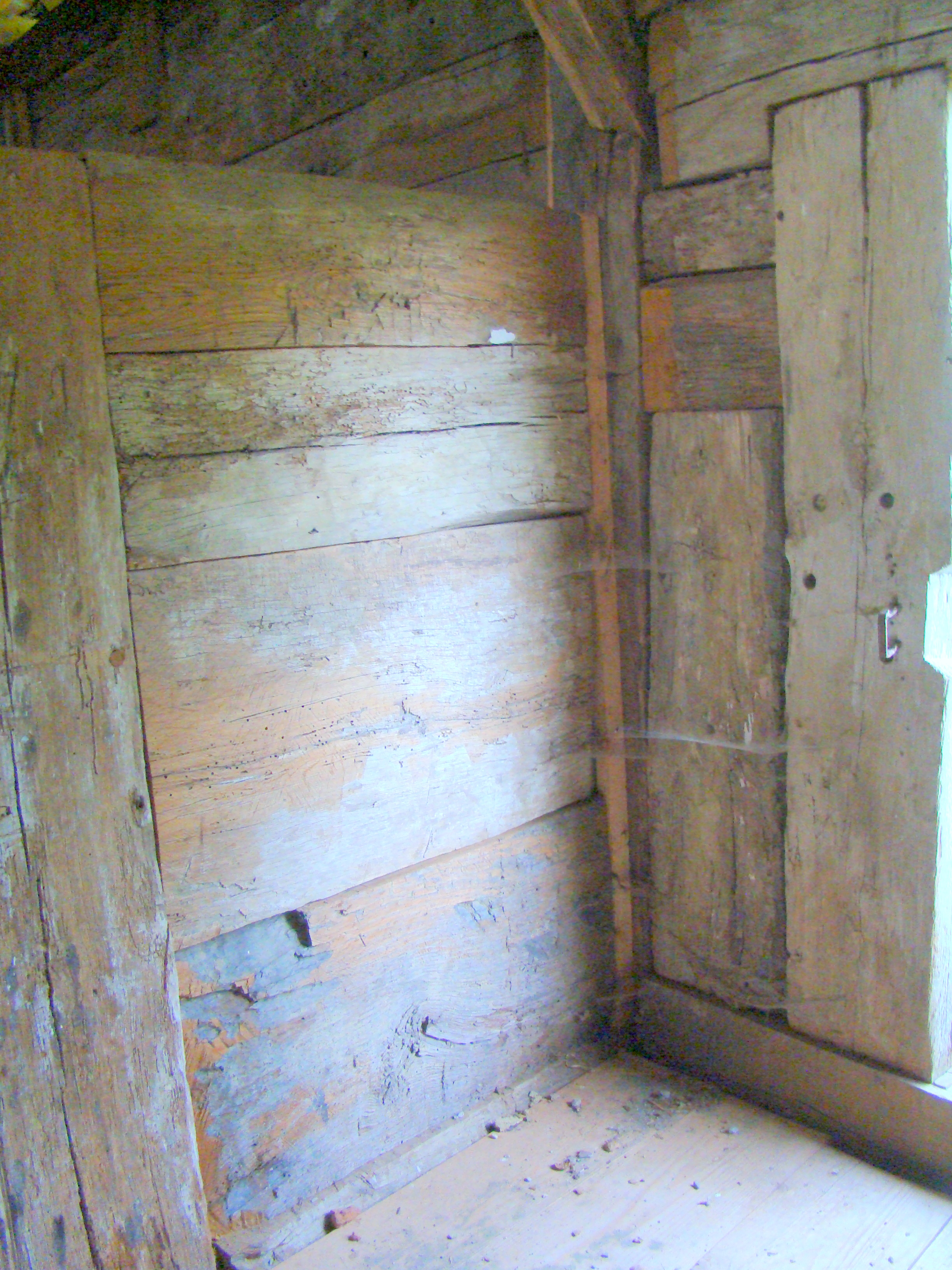

## Imagini cu biserica înainte de restaurare

Biserica de lemn din Grânari, județul Brașov, în august 2009
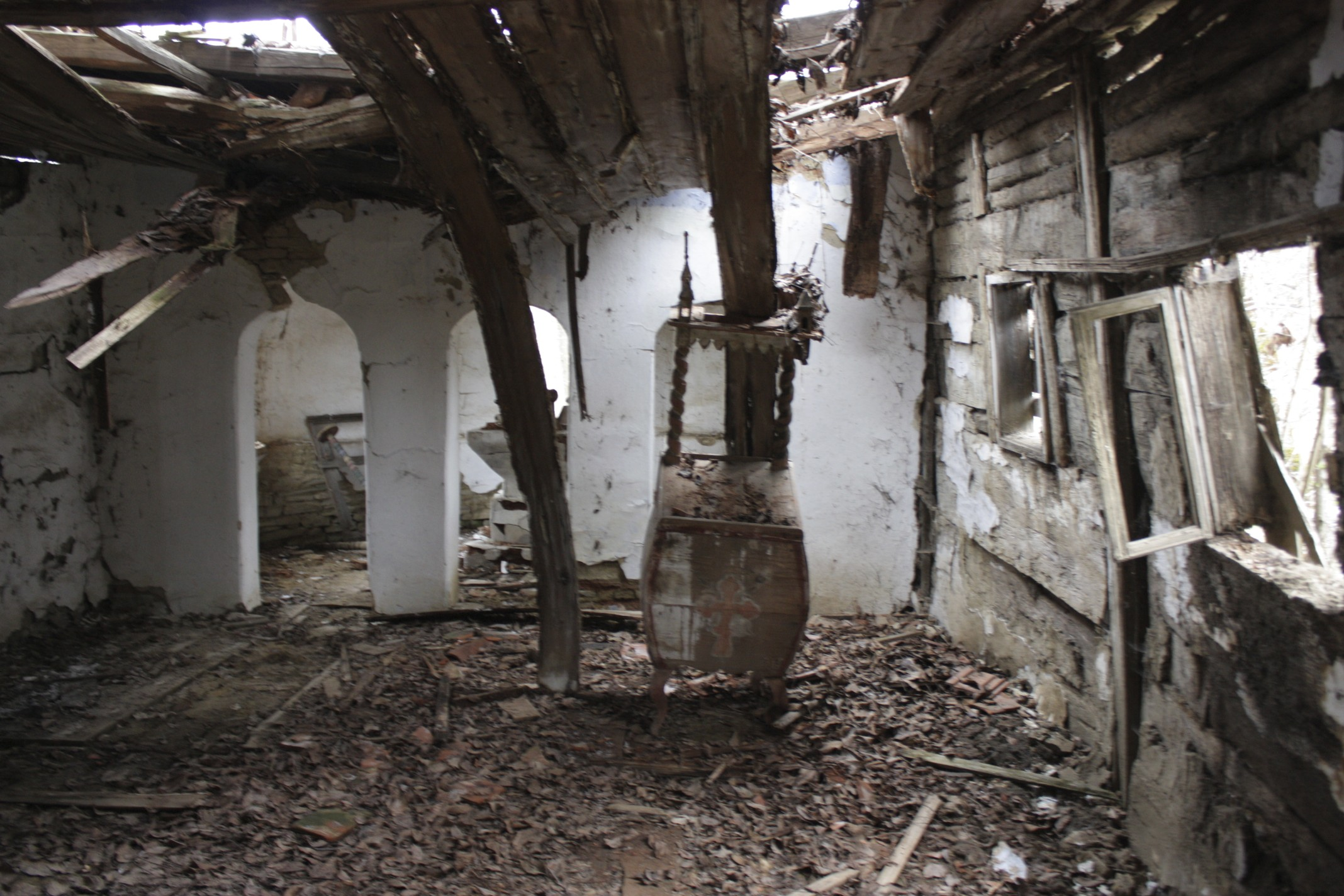
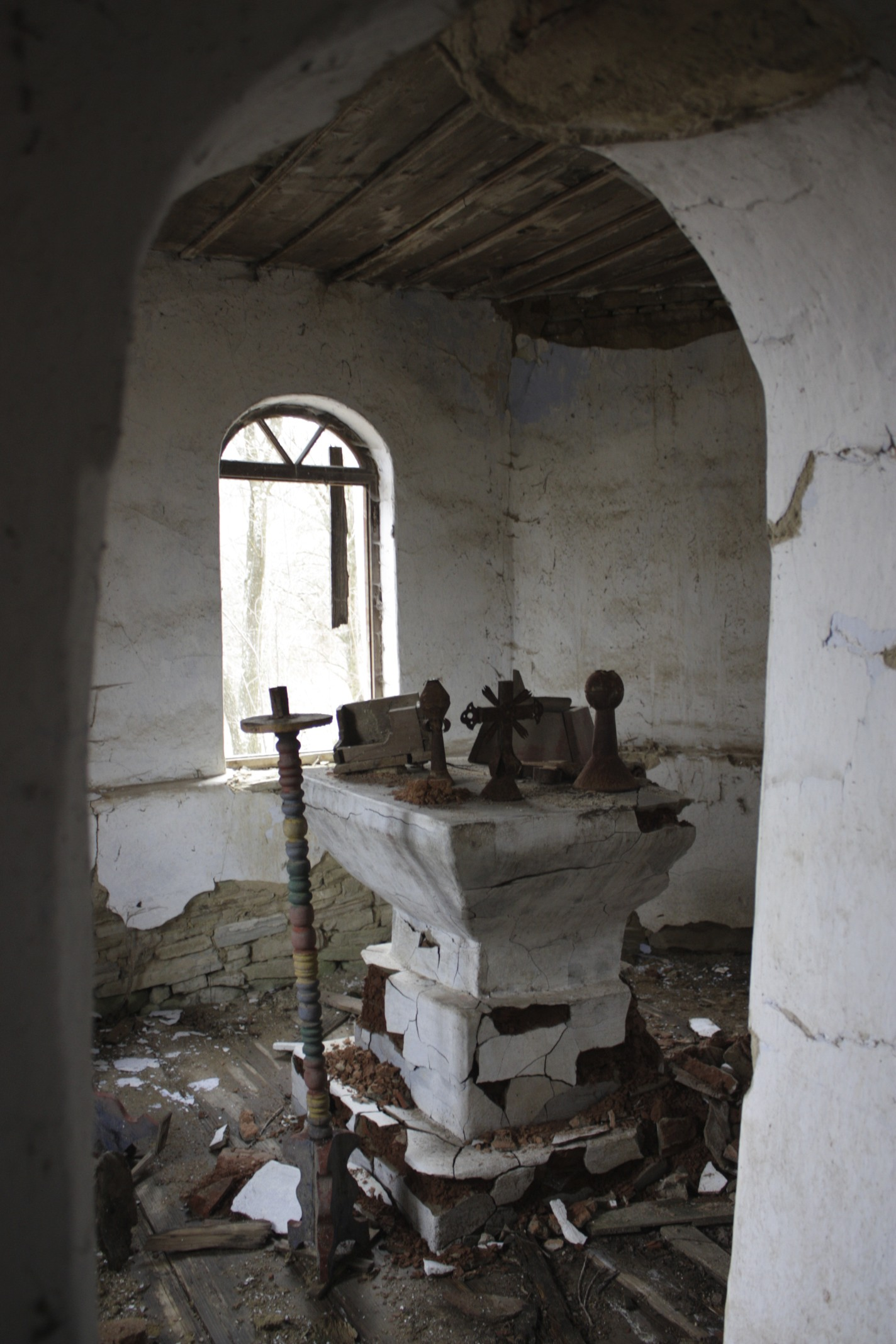
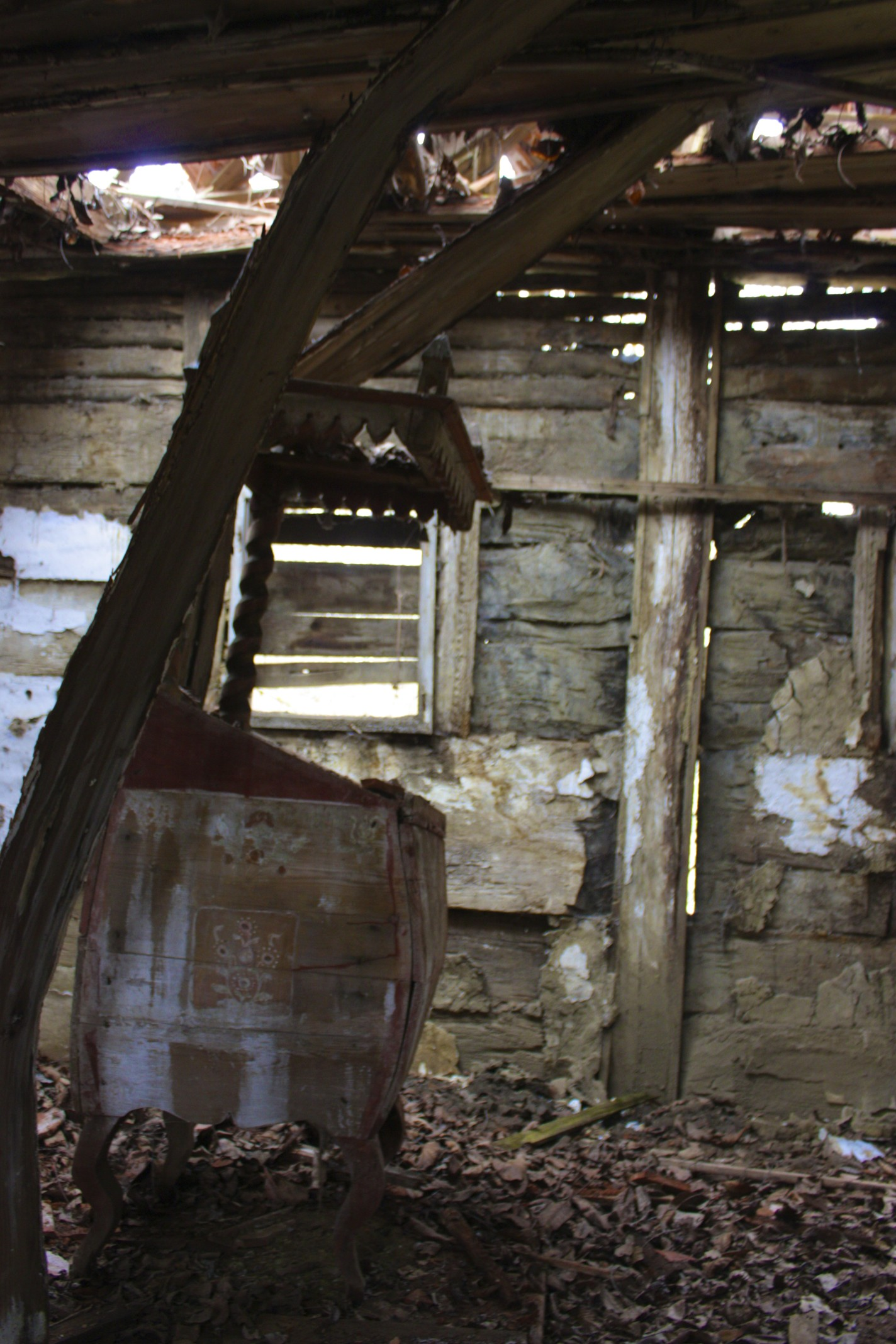
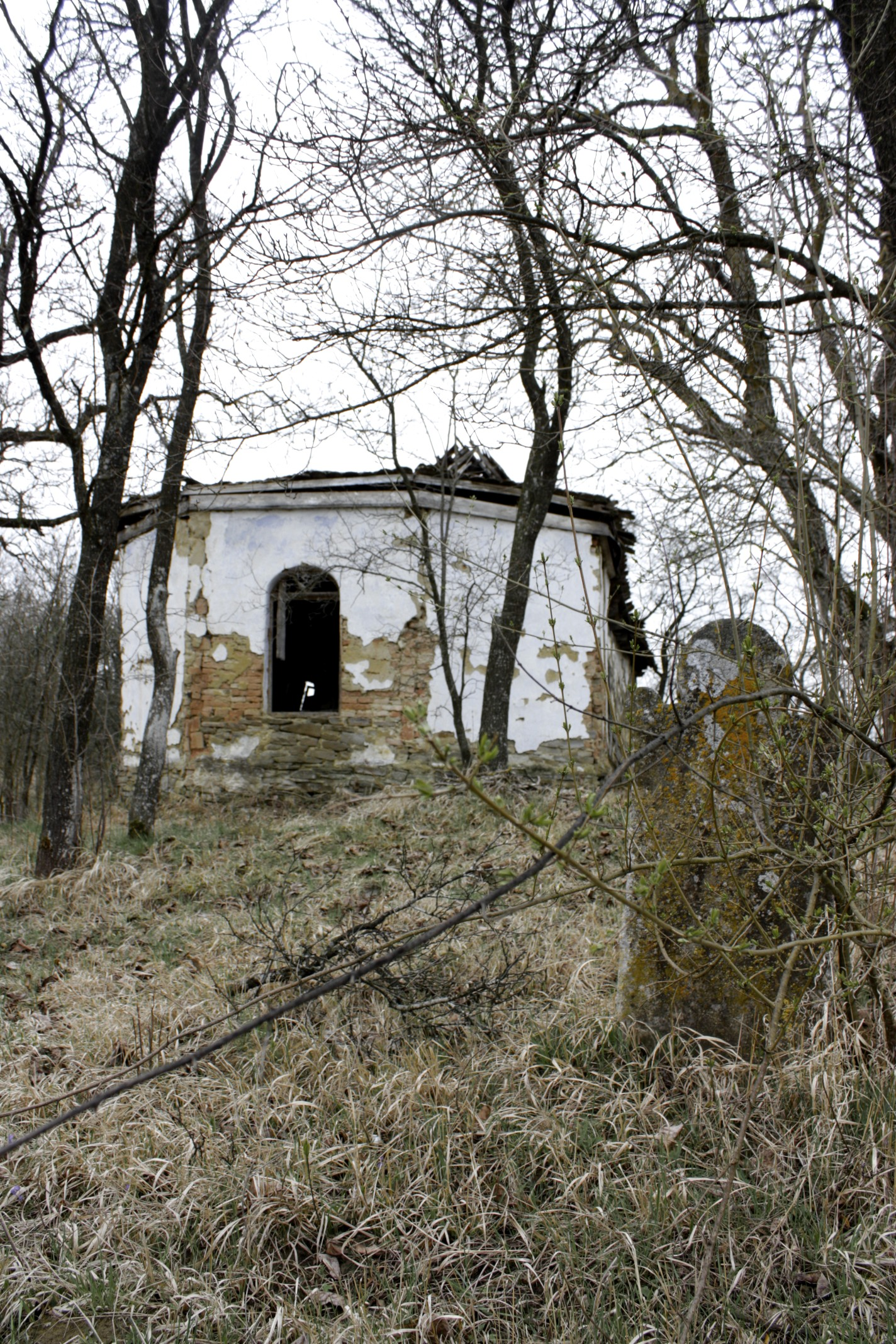